# Deferunda
Deferunda – rodzaj pluskwiaków z podrzędu fulgorokształtnych i rodziny Achilidae.
Takson ten opisał jako pierwszy George Willis Kirkaldy w 1906 roku, nadając mu nazwę Majella, jednak nazwa ta była już wcześniej nadana innemu rodzajowi. W związku z tym William Lucas Distant w 1912 roku nadał temu rodzajowi nową nazwę Deferunda. Wyznaczył on gatunkiem typowym Deferunda stigmatica.
Pluskwiaki te to mali przedstawiciele swojej rodziny. Szerokość głowy z oczami mniejsza niż przedplecza. Ciemię wystające przed oczy i większej długości od przedplecza, a czoło nieco wklęsłe z profilu. Zaustek od czoła krótszy i z profilu prawie prosty. Boczne żeberka przedplecza zbieżne ku tyłowi. Kłujka sięga krętarzy środkowej pary odnóży. Narządy rozrodcze samców odznaczają się fallobazą podzieloną dystalnie na cztery płatki, dłuższymi od niej i smukłymi wyrostkami fallicznymi oraz rozszerzony ku wierzchołkom, prawie trójkątnymi paramerami.
Rodzaj rozsiedlony od Azji Środkowej i Wschodniej po Australię.
Należą tu następujące gatunki:
- Deferunda acuminata Chou & Wang, 1985
- Deferunda albomaculata (Muir, 1922)
- Deferunda diana Chen & He 2010
- Deferunda ellipsoidea Long, Yang et Chen, 2013
- Deferunda incompta Dlabola, 1961
- Deferunda lineola (Matsumura, 1914)
- Deferunda lua Long, Yang et Chen, 2013
- Deferunda majella (Kirkaldy, 1906)
- Deferunda qiana Chen & He 2010
- Deferunda philippina (Melichar, 1914)
- Deferunda rubrostigmata (Matsumura, 1914)
- Deferunda stigmatica Distant, 1912
- Deferunda striata Wang & Liu, 2008
- Deferunda trimaculata Wang & Peng, 2008
- Deferunda truncata Chen, Yang & Wilson, 1989